# Nam 24 Parganas (huyện)
Nam 24 Parganas là một huyện thuộc bang Tây Bengal, Ấn Độ. Thủ phủ huyện Nam 24 Parganas đóng ở Alipore. Huyện có diện tích 9.955 km². Đến thời điểm năm 2001, huyện Nam 24 Parganas có dân số 6.909.015 người.